# Jimmy Smith
Jimmy Smith, właśc. James Oscar Smith (ur. 8 grudnia 1925 lub 1928 w Norristown, zm. 8 lutego 2005 w Phoenix) – amerykański muzyk jazzowy grający na organach Hammonda. Smith posługiwał się przydomkami „The Incredible” (niewiarygodny) lub „The Amazing” (cudowny).

## Kariera
Był wychowany w muzycznej rodzinie. W młodości pobierał fachowe lekcje gry na fortepianie i gitarze basowej. Jego pierwszym muzycznym wzorem był Wild Bill Davis. W połowie lat 50. dopracował się własnej odmiany „przydymionego” soul jazzu, proponując specyficzną, zrelaksowaną muzykę opartą na bluesie i jazzie. Wynikiem ogromnej liczby nagrań, jakie zrealizował dla wytwórni Blue Note Records, było nie tylko wypromowanie nowego gatunku, ale też pojawienie się wielu uzdolnionych muzyków (m.in. Jimmy McGriff, „Brother” Jack McDuff, „Big” John Patton, Richard „Groove” Holmes i „Baby Face” Willette).
Smith otaczał się znakomitymi muzykami towarzyszącymi – na perkusji grali z nim Art Blakey i Donald Bailey, na gitarach Eddie McFadden, Quentin Warren i Kenny Burrell. Inni wybitni współpracujący z nim muzycy to Stanley Turrentine (saksofon tenorowy), Lee Morgan (trąbka) i Lou Donaldson (saksofon altowy). Swoją klasę potwierdzał takimi albumami jak The Sermon oraz Houseparty.
W 1963 r. Smith przeniósł się do wytwórni Verve Records, gdzie zajął uprzywilejowaną pozycję. Dla firmy Normana Granza nagrał takie standardy jak Walk On The Wild Side, Hobo Flats czy Who's Afraid Of Virginia Woolf. Jazzowe przeboje Smitha zwracały uwagę świetnymi aranżacjami orkiestrowymi autorstwa Olivera Nelsona (które w pewnym stopniu tłumiły brzmienie Smitha). Kolejne szlagiery to The Cat, The Organ Grinder's Swing i Got My Mojo Working z chrapliwym głosem Smitha.
W latach 1963–66 muzyk umieścił na listach bestsellerów dwanaście albumów. Popularność Smitha miała ścisły związek z ogromnym zainteresowaniem w latach 60. stylistyką rhythm and bluesa. W 1966 r. sporą popularnością cieszyły się dwa albumy nagrane wraz z Wesem Montgomerym (Jimmy & Wes The Dynamic Duo oraz Further Adventures Of Jimmy And Wes). Z końcem lat 60. Smith coraz częściej tworzy muzykę środka, w latach 70. zaś skłonił się ku mieszance soulu i funky (sporadycznie używał wtedy elektronicznego syntezatora). Przez wiele lat organowy jazz pozostawał w stagnacji i chociaż Smith był jego czołowym przedstawicielem, to stał się z czasem liderem niemodnego stylu.
Po serii mało znaczących nagrań, w 1982 r. na rynku ukazała się udana płyta Off The Top.
W 2005 otrzymał nagrodę NEA Jazz Masters Award.

## Dyskografia

### Jako frontman
Studio Blue Note
- 1956: A New Sound... A New Star... Jimmy Smith at the Organ Volume 1
- 1956: A New Sound A New Star: Jimmy Smith at the Organ Volume 2
- 1956: The Incredible Jimmy Smith at the Organ
- 1956: At Club Baby Grand Volume One
- 1956: At Club Baby Grand Volume Two
- 1957: A Date with Jimmy Smith Volume One
- 1957: A Date with Jimmy Smith Volume Two
- 1957: Jimmy Smith at the Organ Vol. 1
- 1957: Jimmy Smith at the Organ Vol. 2
- 1957: The Sounds of Jimmy Smith
- 1957: Plays Pretty Just for You
- 1957: Jimmy Smith Trio + LD
- 1957: Groovin' at Small's Paradise
- 1958: House Party
- 1958: The Sermon!
- 1958: Confirmation
- 1958: Softly as a Summer Breeze
- 1958: Cool Blues
- 1958: Six Views of the Blues
- 1959: Home Cookin'
- 1960: Crazy! Baby
- 1960: Open House
- 1960: Plain Talk
- 1960: Midnight Special
- 1960: Back at the Chicken Shack
- 1961: Straight Life
- 1962: Plays Fats Waller
- 1963: I'm Movin' On
- 1963: Bucket!
- 1963: Rockin' the Boat
- 1963: Prayer Meetin'
- 1985: One Night With Blue Note, Preserved - Vol. 3
- 1986: Go For Watcha Know
- 1993: The Master
- 1993: The Master II

Studio Verve
- 1962: Bashin'
- 1963: Any Number Can Win
- 1963: Blue Bash (z Kenny Burrellem)
- 1963: Hobo Flats
- 1963: Live at the Village Gate (Metro)
- 1964: The Cat
- 1964: Who's Afraid of Virginia Woolf?
- 1964: Christmas Cookin'
- 1965: Monster
- 1965: Organ Grinder Swing
- 1965: Got My Mojo Workin'
- 1965: In Hamburg Live (Metro)
- 1965: Live in Concert /Paris/Salle Pleyel Live (Metro)
- 1965: La Métamorphose des cloportes (Soundtrack)
- 1966: Hoochie Coochie Man
- 1966: Peter & the Wolf
- 1966: Jimmy & Wes: The Dynamic Duo (z Wesem Montgomerym)
- 1966: Further Adventures of Jimmy and Wes (z Wesem Montgomerym)
- 1967: Respect
- 1967: Plays the Standards (Sunset SUS-5175/SUM-1175)
- 1967: Best of Jimmy Smith
- 1968: The Boss
- 1968: Livin' It Up
- 1968: Stay Loose
- 1968: Live Salle Pleyel (Trema)
- 1970: Groove Drops
- 1971: The Other Side of Jimmy Smith
- 1971: I'm Gonna Git Myself Together
- 1971: In a Plain Brown Wrapper
- 1972: History of Jimmy Smith [2-LPs]
- 1972: Bluesmith
- 1972: Root Down - Live
- 1973: Portuguese Soul
- 1995: Damn!
- 1996: Angel Eyes
- 2000: Dot Com Blues

Studio Milestone Records
- 1981: All The Way Live (z Eddie Harrisem)
- 1989: Prime Time
- 1990: Fourmost Live
- 1990: Fourmost Return
- 1993: Sum Serious Blues

Z innych studiów nagraniowych
- 1955: The Fantastic Jimmy Smith with Don Gardner trio
- 1972: Newport In New York '72/The Jimmy Smith Jam, Vol.5 (Atlantic Records)
- 1974: Black Smith (Pride)
- 1974: Paid in Full (Mojo)
- 1975: '75 (Mojo)
- 1976: Sit on It! (Mercury)
- 1977: It's Necessary (Mercury)
- 1978: Unfinished Business (Mercury)
- 1980: The Cat Strikes Again (Laserlight)
- 1980: Second Coming (Mojo)
- 1982: Off the Top (Elektra)
- 1983: Keep on Comin' (Elektra)